# Ariodante
Airs
- Prendi, prendi da questa mano (acte I, scène 5)
- Scherza infida (acte II, scène 3)
- Dopo notte (acte III, scène 8)

Ariodante (HWW 33) est un dramma per musica en trois actes de Georg Friedrich Haendel créé le 8 janvier 1735 au théâtre de Covent Garden de Londres. Après être tombé dans l'oubli, Ariodante profite de la redécouverte de la musique baroque des années 1970 pour être de nouveau proposé au public.
L'air le plus connu de l'opéra est un lamento : Scherza infida.

## Histoire

### Origines
Le livret, dont l'auteur est inconnu, est une adaptation de Ginevra, Principessa di Scozia d'Antonio Salvi, écrit pour un opéra de Giacomo Antonio Perti en 1708, lui-même inspiré des chants 5 et 6 de l’Orlando furioso de l'Arioste. Haendel compose l'œuvre entre août et octobre 1734.

### Création
Le rôle d'Ariodante était tenu par Giovanni Carestini, l'un des plus célèbres castrats de l'époque et rival de Farinelli. Inspiré par l'opéra-ballet versaillais, chaque acte comporte des occasions de danse originellement introduites à l'intention de la danseuse française Marie Sallé et de sa troupe.
Ariodante inaugura la première saison de Haendel à Covent Garden et lui assura le succès face à la concurrence de l'Opera of the Nobility (où joue notamment Farinelli) favorisé par le prince de Galles ; quant à lui, Haendel avait l'appui tacite et financier du roi George II, de la reine et, de façon plus affirmée, de la princesse royale Anne. Il y eut onze représentations pendant cette saison. L'opéra fut repris en 1736 sous la direction du compositeur, sans les danses et après la suppression de quelques arias.

### Reprises contemporaines

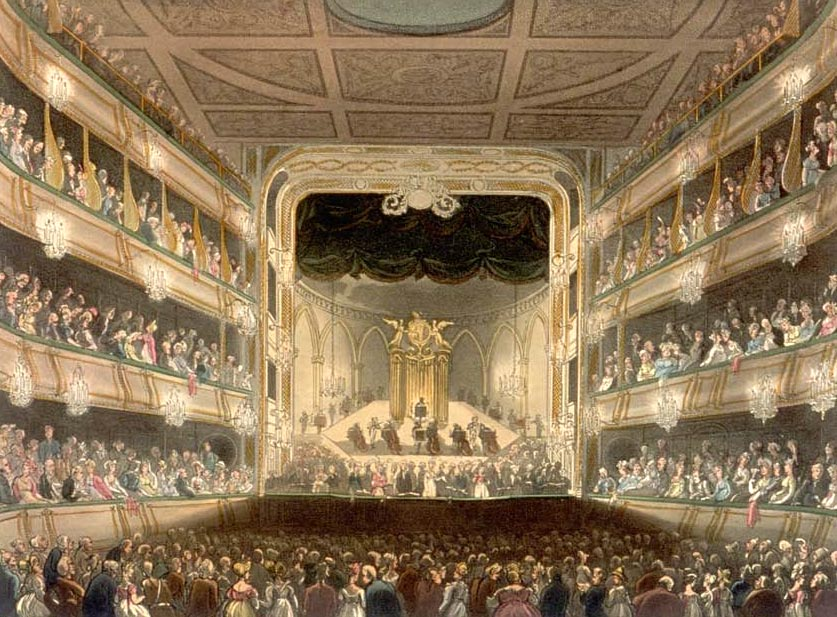
Intérieur du Covent Garden.

Le rôle d'Ariodante étant habituellement chanté par un castrat, le rôle est désormais tenu soit par une mezzo-soprano soit par un contreténor. L'opéra a été oublié pendant près de 200 ans avant d'être recréé le 28 septembre 1926 à l'opéra de Stuttgart dans la version allemande d'A. Rudolph et la mise en scène de Willi Baumeister. L'opéra profite d'une redécouverte durant les années 1970.
Première en France à l'Opéra de Paris : avril-mai 2001. Avec Anne Sofie von Otter (Ariodante), Laura Claycomb (Ginevra), Patricia Petibon (Dalinda), Silvia Tro Santafé (Polinesso), Kristinn Sigmundsson (le roi d'Écosse), Kresimir Spicer (Lurcanio) et Kevin Greenlaw (Odoardo). Les Musiciens du Louvre, dir. Marc Minkowski, mise en scène Jorge Lavelli.
En 2014, le Festival international d'art lyrique d'Aix-en-Provence, en coproduction avec l'Opéra national des Pays-Bas, la Canadian Opera Company de Toronto et le Lyric Opera of Chicago, présente une nouvelle production de l'Ariodante de Haendel dans le Théâtre de l'archevêché avec Sarah Connolly (Ariodante), Patricia Petibon (Ginevra), Sandrine Piau (Dalinda), Sonia Prina (Polinesso), Luca Tittolo (le roi d'Écosse), David Portillo (Lurcanio) et Christopher Diffey (Odoardo).

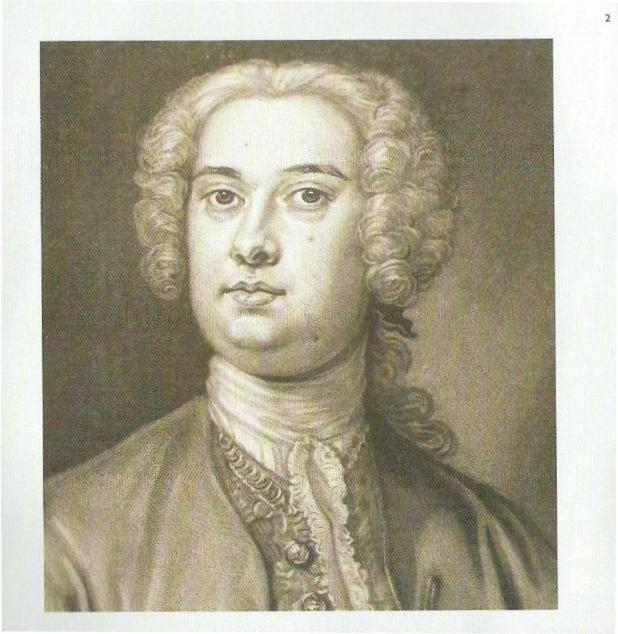
Giovanni Carestini, le créateur du rôle d'Ariodante.

## Rôles à la création
| Rôle         | Voix         | Première, le 8 janvier 1735 |
| ------------ | ------------ | --------------------------- |
| Roi d’Écosse | basse        | Gustavus Waltz              |
| Ginevra      | soprano      | Anna Maria Strada del Pò    |
| Ariodante    | alto castrat | Giovanni Carestini          |
| Lurcanio     | ténor        | John Beard                  |
| Dalinda      | soprano      | Cecilia Young (en)          |
| Polinesso    | alto         | Maria Caterina Negri        |
| Odoardo      | ténor        | M. Stoppelaer               |

## Synopsis

### Acte 1
Ginevra, fille du roi d'Écosse, est fiancée à Ariodante. Polinesso, rival jaloux d'Ariodante, gagne la confiance de Dalinda, l'amie de Ginevra. Avec l'aide de Dalinda, il fait croire à Ariodante que Ginevra lui est infidèle. Dalinda repousse l’amour de Lurcanio, pour espérer épouser Polinesso qu’elle aime. Le premier acte se termine dans la joie et l'allégresse.

### Acte 2
Le roi, apprenant l'infidélité prétendue de Ginevra, la renie alors que le bruit du suicide d'Ariodante circule. Polinesso envoie ses sbires assassiner Dalinda, seul témoin de son complot. Mais Ariodante (dont la tentative de suicide a été déjouée) « Scherza infida » (amuse-toi, infidèle), errant dans la forêt, la rencontre et met en fuite ces hommes de main. On annonce alors la mort du chevalier et Ginevra sombre dans la démence.

### Acte 3

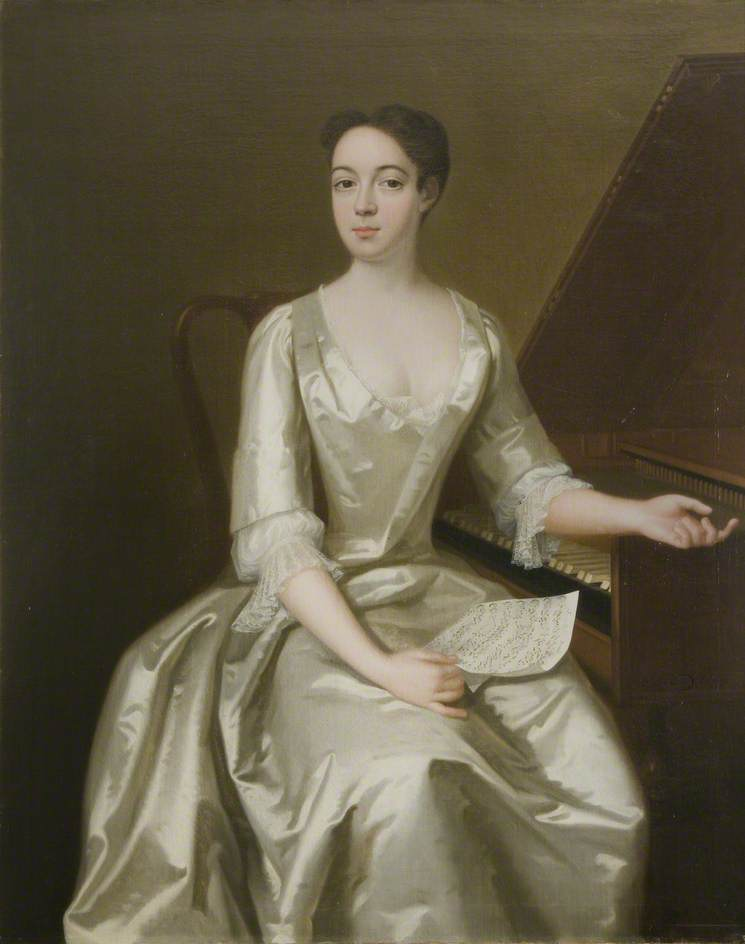
Anna Maria Strada, créatrice du rôle de Ginevra.

Polinesso, cherchant à gagner la faveur du roi, offre de défendre l'honneur de Ginevra dans un tournoi. Il est mortellement blessé au combat par Lurcanio, frère d'Ariodante, qui a appris de Dalinda le complot de Polinesso. Polinesso meurt en confessant sa faute, et le roi pardonne à Ginevra. Le Roi d'Ecosse bénit le couple d'Ariodante et Ginevra et Lurcanio et Dalinda. Ariodante exulte sa joie « Dopo notte » (Après la nuit).

## Discographie
- Janet Baker, Edith Mathis, Norma Burrowes, James Bowman, David Rendall, Samuel Ramey, London Voices - English Chamber Orchestra dir. Raymond Leppard - 4 LP Philips (1979), rééd. 3 CD Philips Classics (1993)
- Anne Sofie Von Otter, Lynne Dawson, Ewa Podles, Verónica Cangemi, Richard Croft, Denis Sedov, Luc Coadou - Les Musiciens du Louvre dir. Marc Minkowski - 3 CD Archiv Produktion (1997)